# 思い出は美しすぎて
『思い出は美しすぎて』は、1978年1月5日にリリースされた八神純子の3枚目のシングル。八神のプロ歌手としてのメジャー・デビュー曲でもある。同年6月25日には、このシングルが収録されたアルバム『思い出は美しすぎて』を発売した。

## 収録曲
1. 思い出は美しすぎて (3分11秒)
  - 作詞・作曲：八神純子／編曲：戸塚修
2. エンドレス・サマー (Endless Summer) (3分56秒)
  - 作詞・作曲：八神純子／編曲：戸塚修

## 制作クレジット
- ディレクター - 日朝幸雄

## リリース日一覧
| 地域 | リリース日     | レーベル                | 規格                   | カタログ番号    | 備考                     |
| ---- | -------------- | ----------------------- | ---------------------- | --------------- | ------------------------ |
| 日本 | 1978年1月5日   | ディスコメイトレコード  | シングル盤             | DSF-116         | STEREO                   |
| 日本 | 2007年8月1日   | YAMAHA MUSIC PUBLISHING | デジタル・ダウンロード | 260509987       | iTunes Store             |
| 日本 | 2015年12月15日 | YAMAHA MUSIC PUBLISHING | デジタル・ダウンロード | YMP0041         | e-onkyo FLAC 96kHz 24bit |
| 日本 | 2015年12月15日 | YAMAHA MUSIC PUBLISHING | デジタル・ダウンロード | 1978010101-10_F | mora FLAC 96kHz 24bit    |

## 収録アルバム
- 思い出は美しすぎて (アルバム)
- JUNKO THE BEST